# Ottawa Senators (1883)
Gli Ottawa Senators (ufficialmente Ottawa Hockey Club) furono una squadra dapprima amatoriale, successivamente professionale di hockey su ghiaccio con sede ad Ottawa, in Canada, esistita dal 1883 al 1954. Ha fatto parte della National Hockey League dal 1917 al 1954. La squadra ebbe diversi "nomignoli" nella sua storia, tra i quali Generals negli anni 1890-1900, Silver Seven nel periodo 1903–1907 e Senators dal 1901.

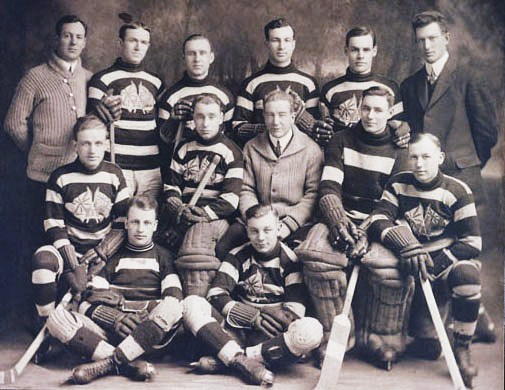
Gli Ottawa Senators nel 1914-15